# 缅甸棱蜥
缅甸棱蜥（学名：Tropidophorus berdmorei）为石龙子科棱蜥属的爬行动物。分布于缅甸、泰国、越南以及中国大陆的云南等地，生活习性为水栖。其多生活于岩石间或被水淹没部分的岩石下以及紧邻水的沙面上。其生存的海拔范围为240至914米。该物种的模式产地在缅甸。

## 保护
本种于2023年被收录入《有重要生态、科学、社会价值的陆生野生动物名录》。